# Longitarsus luridus
Longitarsus luridus är en skalbaggsart som först beskrevs av Giovanni Antonio Scopoli 1763.  Longitarsus luridus ingår i släktet Longitarsus och familjen bladbaggar. Arten är reproducerande i Sverige. Inga underarter finns listade i Catalogue of Life.